# Benish GPS
Беніш Джі Пі еС (англ. Benish GPS) міжнародний провайдер GPS рішень для комерційного, державного та індивідуального користування. Входить до складу холдингу Benish Group,  філії якого працюють у 15 країнах світу. Створена у 2003 році  компанія Беніш Джі Пі еС спеціалізувалася на установці та сервісному обслуговуванні супутникових систем охорони та супроводу автотранспорту. За останні 17 років компанія розширила  лінійку своїх продуктів та послуг. З 2009 року обладнання підтримує такі канали передачі, як UMTS (3G), усі версії GSM, GPRS, EDGE, GPS. Входить до складу Американської Торговельної Палати, Європейської Бізнес Асоціації та має ексклюзивний договір про негайне реагування з департаментом ДАІ МВС України.
У 2020 році компанія провела перший у своїй історії редизайн, а також представила ринку автобезпеки новий продукт: супутниковий комплекс безпеки з функцією протидії глушінню Benish GUARD Force

## Продукти компанії
- Супутникові системи моніторингу транспорту
- Персональний GPS-трекер
- Супутникові системи охорони транспорту
- Електронний замок з функцією GPS моніторингу

## Проєкти
За 17 років роботи компанія Беніш Джі Пі еС розробила та впровадила цілу низку унікальних проєктів, серед яких є рішення, які не мають аналогів не тільки в Україні:
- Система захисту транзитних переміщень для органів митниці України;
- Автоматизовані системи диспетчерського управління наземним пасажирським транспортом (Київ, Харків, Одеса, Миколаїв та інші обласні та районні центри);
- Система електронного моніторингу підконтрольних осіб для МВС України;
- Система супутникової навігації (ССН) на тяговому рухомому складі для ДП Укрзалізниця;
- Система відеоспостереження за вулицями й площами м. Києва з районним і центральним пунктами відеоспостереження  для ГУ МВС України м. Києва;
- Апаратно — програмний комплекс моніторингу та управління службовими автомобілями МВС України;
- Система обліку видобутих природних ресурсів (вода, газ, нафта)  для Міністерства доходів і зборів України, Міністерства екології та природних ресурсів України;
- Система геоінформаційного контролю, моніторингу та управління транспортними засобами й персоналом для Державної екологічної інспекції України;
- Система геоінформаційного контролю, моніторингу та управління транспортними засобами й персоналом для Міністерства екології та природних ресурсів України

Та інші індивідуальні проєкти.

## Алгоритм роботи
На транспортний засіб встановлюється бортовий блок-GPS. Інформація направляється на сервер компанії, обробляється й накопичується. Клієнт може отримати інформацію про автомобіль із будь-якого комп'ютера, підключеного до Інтернету. Зберігається повна конфіденційність абонента. При незаконному відчиненні автомобіля моментально блокується двигун і подача палива, активізується світлова й звукова сигналізація, вимикається запалювання автомобіля, система передає сигнал тривоги у диспетчерський центр компанії, у Департамент ДАІ МВС, на термінал чергової частини ДАІ регіону правопорушення.

## Скандали
У липні 2017 року, Генпрокуратура спільно зі Службою безпеки проводили обшуки у представництві фірми в Києві. Слідчі дії відбувалися в рамках розслідування кримінальної справи стосовно діяльності керівництва Міністерства внутрішніх справ часів екс-президента Віктора Януковича, яке призвело до збитків під час державних закупівель. Зокрема, фірма Benish GPS постачала українським правоохоронцям електронні браслети стеження, які використовуються для контролю за підозрюваними у випадку обрання їм відповідного запобіжного заходу судом.